# 彼らは生きていた
『彼らは生きていた』（かれらはいきていた、They Shall Not Grow Old）は、2018年のニュージーランド・イギリスのドキュメンタリー映画。監督・脚本はピーター・ジャクソン。

## 概要
帝国戦争博物館（IWM）が所有する第一次世界大戦の映像を利用して製作され、音源はBBCとIWMが所有する実際に戦闘に参加したイギリス軍人のインタビューが用いられている。映像のほとんどは現代の製作技術で着色化・変換され、さらに効果音と読唇術で解析した会話の音声が追加されて兵士の実体験により近づけられた。
祖父が第一次世界大戦経験者であるジャクソンにとって初のドキュメンタリー映画であり、彼は兵士の体験に没入できるように意図して製作した。スタッフは200人の退役軍人の600時間のインタビューと100時間のフィルム映像を精査して映画を作り上げた。タイトルはローレンス・ビニョンの1914年の詩「戦没者のために」の「残された我々が年をとっても、彼らは年をとらない」（"They shall not grow old, as we that are left grow old"）から引用されている。
2018年10月16日にロンドン映画祭と英国の一部劇場で同時にプレミア上映され、また休戦から100周年となる2018年11月11日にBBC Twoで放送された。またアメリカ合衆国では12月17日に限定公開され、その興行的成功を受けて翌2019年2月にワーナー・ブラザース配給で拡大公開された。修復作業、没入感のある雰囲気、戦争の描写は評論家から絶賛され、また英国アカデミー賞ドキュメンタリー賞にノミネートされた。
日本ではAmazonプライム・ビデオでの配信やWOWOWでの放映時には『ゼイ・シャル・ノット・グロウ・オールド』のタイトルが使われている。

## 製作
2015年、14–18 NOWと帝国戦争博物館（IWM）はBBCと共にジャクソンにプロジェクトを委託した。ジャクソンによると映画の製作のためにスタッフたちはBBCの600時間のインタビューとIWMの100時間のオリジナル映像を検証した。インタビューは200名の退役軍人たちのものでああり、そのうち120人の音源が映画で使用された。映像を受け取ったジャクソンは従来のようなナレーションを使わず、代わりに戦争の記憶を語る兵士の音声のみを活用して彼ら自身の映画を作ることにした。同じ理由で日付や撮影地の名前はほとんど表示されない方針となった。
ジャクソンは「映画を実現するにあたって私たちは兵士を特定しないことに決めた。声が出るたびに画面に名前がポップアップするほど多くの兵士がいた。ある意味でそれは匿名で不可知論的な映画となった。また私たちは日付や場所の参照もすべて削除した。この日やその日についての映画にしたくなかったからだ。その全てについての何百もの本があるのだ。私はこの映画が人間の経験であり、そのように不可知論的であることを望んだ。（中略）私は個人に関する個別の物語は欲しなかった。最終的に120人が1つの物語を語るようにしたかった」と述べた。また別のインタビューで彼は「（兵士たちは）カラーで戦争を目撃しており、確実に白黒ではなかった。私は時間の霧を乗り越えて彼らを現代の世界に引き込み、ヴィンテージのアーカイヴ映画のチャーリー・チャップリン型の人物としてだけでは無く、人間性をもう一度取り戻したかった」と述べた。この映画は第一次大戦でイギリス軍として戦ったジャクソンの父方の祖父のウィリアム・ジャクソン軍曹に捧げられており、ピーターは父と一緒に祖父の戦争の話をして育てられていた。ジャクソンは映画の製作後、「私の父が何を経験したかについての理解が深まった」と語った。
ジャクソンは映画製作にあたってギャラを受け取らなかった。完成した映画で使われた映像はほんの一部だったが、ジャクソンのスタッフたちは帝国戦争博物館から受け取った100時間の映像全てを「アーカイヴをより良い形にするため」に復元した。
映画はウィングナット・フィルムズがハウス・プロダクションズと共同で製作し、英国国営くじとデジタル・文化・メディア・スポーツ省の支援を受けた。

## 音楽
音楽はデヴィッド・ドナルドソン、スティーヴ・ローシュ、ジャネット・ロディックから成るニュージーランドのトリオのプラン9によって作曲された。
クロージング・クレジットでは第一次世界大戦中に流行した曲「Mademoiselle from Armentières」の拡張版が流された。

## 公開
2018年10月16日にロンドン映画祭の特別プレゼンテーション作品としてプレミア上映され、ケンブリッジ公ウィリアム王子が出席した。また英国の一部の映画館でも上映されたほか、国内の学校にも送られた。また本編終了後に映画評論家のマーク・カーモードが司会を務めるジャクソンの質疑応答が含まれるサイマル上映も行われた。
休戦協定締結から100周年となる2018年11月11日、BBC Twoで放送された。さらに映画の翌日、ドキュメンタリー番組『What Do Artists Do All Day?』のジャクソンの映画製作をとらえた特別エピソードがBBC Fourで放送された。
アメリカ合衆国では2018年12月17日と27日にファトム・イベンツを通して2D及び3D版が特別上映された・ワーナー・ブラザースは2019年1月11日にニューヨーク、ロサンゼルス、ワシントンD.C.での劇場公開を開始した。第91回アカデミー賞長編ドキュメンタリー映画賞には2018年10月1日の提出期限に間に合わなかったために審査の対象外となった。また2018年の映画とみなされたために翌年のアカデミー賞にも参加できなかった。
日本では当初『ゼイ・シャル・ノット・グロウ・オールド』という題でインターネット配信されていたが、2020年1月25日よりアンプラグド配給により『彼らは生きていた』の題で劇場公開が開始された。

## 評価

### 興行収入
アメリカ合衆国とカナダでは1800万ドル、それ以外の国々では250万ドル、全世界で合わせて2040万ドルを売り上げている。
アメリカ合衆国では2018年12月17日ファトム・イベンツのプレゼンテーションの一部として上映され、総額230万ドルを売り上げて同社のドキュメンタリーの新記録を作った。また12月27日にアンコール上映が1122館で行われ、2回の上映で340万ドルを売り上げた。これはファトムのドキュメンタリーとしては最高の1日の売り上げであり、また同社のあらゆるプレゼンテーションとしても最高であった。さらにキング牧師記念日に1335館で260万ドルを売り上げた。2019年2月1日には735館で一般上映され、240万ドルを売り上げて10位となった。

### 批評家の反応
レビュー収集サイトのRotten Tomatoesでは148件のレビューに基づいて支持率は99%、平均点は8.72/10となり、「感情的な衝撃が強まる印象的な技術的成果である『彼らは生きていた』は世代の犠牲に素晴らしい映画的トリビュートを捧げる」とまとめられた。Metacriticでは26件のレビューに基づいて加重平均値は91/100となった。

### 受賞とノミネート
| 賞               | 部門               | 候補                                   | 結果       |
| ---------------- | ------------------ | -------------------------------------- | ---------- |
| 英国アカデミー賞 | ドキュメンタリー賞 | ピーター・ジャクソン、クレア・オルセン | ノミネート |